# Bucinișu Mic
Bucinișu Mic – wieś w Rumunii, w okręgu Aluta, w gminie Bucinișu. W 2011 roku liczyła 428 mieszkańców.